# عزلة الخراب (الجوف)

تعديل مصدري - تعديل

عزلة الخراب هي إحدى عزل مديرية خراب المراشى في محافظة الجوف اليمنية ويبلغ تعداد سكانها 26666 نسمة حسب التعداد السكاني في اليمن لعام 2004.

## روابط خارجية
- الجهاز المركزي للإحصاء بالجمهورية اليمنية
- المركز الوطني للمعلومات باليمن
- World Gazetteer:Yemen
- الدليل الشامل